# 巢湖市 (地级市)
31°37′37″N 117°53′05″E / 31.6269°N 117.8846°E
巢湖市，旧市名。原为中华人民共和国安徽省下辖地级市，2011年7月14日撤销，以原居巢区的行政区域作为县级巢湖市的行政区域。原巢湖市位于安徽省中部；长江流域五大淡水湖之一的巢湖大部分在该市境内，市名由此得来。巢湖市政府驻姥山路。原辖域拆分至合肥、芜湖、马鞍山。撤销前的2010年，辖域内地区生产总值625亿元，年末户籍人口460.5万人，常住人口387.3万人（2010年人口普查）。

## 历史

### 原始社会时期
原巢湖市所辖的四县一区，皆历史悠久，是华夏文明的发祥地之一。
1973年，考古人员在和县西北善厚镇汪家山龙潭洞发现了一具猿人头盖骨化石、四颗猿人上臼齿化石、一段左下颌骨化石，同时发掘出少量骨器、灰烬等，据专家推断，该具化石距今约三、四十万年，属新生代第四纪中更新世地质时代，被命名为“和县猿人”。
1982年至1986年间，考古人员经3次发掘，在巢湖市居巢区南的银屏山银山村一块不完整的人类枕骨、一块附连３枚牙齿的左上颌骨及３枚零星牙齿，有关专家根据化石形态特征，判断属于早期智人，距今约16万至20万年，命名为“银山智人”。
1985年，考古人员在含山县铜闸镇凌家滩村发现一处新石器时代人类聚落文明遗址，遗址总面积约160万平方米，经测定距今约5300年至5600年，被称为“凌家滩遗址”
自1987年以来，经过4次考古发掘出土大批精美玉礼器、石器、陶器等，根据出土遗存推断，远古时期的凌家滩是一座繁华、热闹的城市，养殖业、畜牧业、手工业初步形成规模，既有大型宫殿、神庙等标志性建筑以及布局整齐的房屋、墓地，又有护城濠沟、手工作坊、集市和大批礼器。

### 历史记录时期
早在秦时，已于今和县置历阳县。
北齐天保六年（555年），改历阳为和州。
隋开皇初，改潜县为庐江县。
唐武德六年（623年），以历阳县所属之旧龙亢县地置含山县。
唐武德七年（624年），改襄安为巢县。
北宋熙宁三年（1070年），再析巢县、庐江地置无为县。
后至清末，各县之称谓、境域、隶属关系虽常更迭，但其建置基本未变。
民国元年（1912年），上述5县均直属安徽省。
民国三十六年4月至三十八年1月，上述5县均属安徽省第九行政督察专员公署。
民国三十八年1月，成立江淮第五专员公署，辖含山、和县、江全、巢县、肥东、巢湖（为原肥东、巢县两县滨湖毗邻区域）6县。
民国三十八年6月，成立巢湖专员公署并撤销皖西专署及江淮五专署建置，辖巢县、无为县、庐江县、肥东县、肥西县、含山县、和县、三河市、巢湖水上公安局。
中共建政后，1950年至1965年，全省行政区域调整较大，期间巢湖、宣城两专员公署合并成立芜湖专员公署。
1965年5月，经国务院批复，巢湖专员公署于同年7月25日恢复，治巢县城关，辖巢县、无为县、庐江县、肥东县、和县、含山县6县。
1971年3月，巢湖专员公署改称巢湖地区行政公署。
1983年7月，肥东县划归合肥市。
1984年1月，巢县改为县级巢湖市，仍属巢湖地区行政公署管辖。
1999年7月，巢湖地区改为地级巢湖市，原县级巢湖市改为巢湖市居巢区。
2011年7月，国务院正式批复安徽省关于拆解巢湖市分别划归合肥市、芜湖市和马鞍山市的决定。

## 地理

### 位置
巢湖市位于安徽省中部偏东，地理位置东经117°00′～118°29′，北纬30°56′～32°02′，处于江淮之间，南濒长江，北抱巢湖。与周边合肥、滁州、安庆、六安、南京等城市在陆地上接壤，并与芜湖、马鞍山、铜陵三市隔江相望。

### 面积
巢湖市全市面积9,423平方公里，其中市辖区面积2,063平方公里，河湖等水域面积1,266.7平方公里。

### 地形
全市地势北高南低，境内地形地貌复杂多样，其中以丘陵、平原为主。巢湖平原（皖中平原）素有有“皖田肥美”之名，为安徽省重要的水稻、棉花、油菜及水产区，据《资治通鉴》记载，早在三国时期，曹操就在今庐江、无为一带屯田养兵，发展农业。

### 气候
巢湖市的气候属于北亚热带湿润季风气候，具有雨量适中、光照充足、四季分明的特点。一年之中，一月的平均温度为最低，约为2.4～2.8℃；七月平均温度最高，约为28.2～28.4℃。全年平均气温在16℃左右，年平均最低气温约-7.5℃。

## 区划人口
截至2011年辖1市辖区、4县。
- 市辖区：居巢区
- 县：无为县、庐江县、和县、含山县

| 巢湖市行政区划图                 | 巢湖市行政区划图 | 巢湖市行政区划图 | 巢湖市行政区划图 | 巢湖市行政区划图 | 巢湖市行政区划图 | 巢湖市行政区划图 | 巢湖市行政区划图 | 巢湖市行政区划图 | 巢湖市行政区划图 | 巢湖市行政区划图 |
| -------------------------------- | ---------------- | ---------------- | ---------------- | ---------------- | ---------------- | ---------------- | ---------------- | ---------------- | ---------------- | ---------------- |
| 居巢区 无为县 庐江县 和县 含山县 |                  |                  |                  |                  |                  |                  |                  |                  |                  |                  |
| 区划名称                         | 面积（公里²）    | 常住人口         | 户籍人口         |                  |                  |                  |                  |                  |                  |                  |
| 巢湖市                           | 9,423            | 4,120,000        | 4,550,338        |                  |                  |                  |                  |                  |                  |                  |
| 居巢区                           |                  |                  | 873,596          |                  |                  |                  |                  |                  |                  |                  |
| 无为县                           |                  |                  | 1,413,196        |                  |                  |                  |                  |                  |                  |                  |
| 庐江县                           |                  |                  | 1,168,630        |                  |                  |                  |                  |                  |                  |                  |
| 含山县                           |                  |                  | 441,932          |                  |                  |                  |                  |                  |                  |                  |
| 和 县                            |                  |                  | 652,984          |                  |                  |                  |                  |                  |                  |                  |

## 交通
巢湖市具有良好的区位优势，交通比较便捷。铁路方面，淮南、合九、合宁铁路穿境而过，正在建设中的京福高速铁路、商杭客运专线将经过市区并设立新巢湖站；公路方面，国道312线、芜合高速公路、沪蓉高速公路，以及规划中的北沿江高速公路、合巢马高速公路、巢庐高速公路、南京三桥至西埠高速公路、巢湖经无为过江高速公路等构成了发达便捷的公路交通网，并且随着巢湖—芜湖公铁两用长江大桥、巢湖—铜陵长江大桥、巢湖—马鞍山长江大桥等陆续通车，巢湖市的公路交通必将更加便利；水路方面，长江流经巢湖市境内182公里，具有十分便捷的航运途径，市政府准备利用外资在和县郑浦段兴建万吨级深水码头，目前正展开前期调研和论证工作，并且巢湖新港的可行性研究报告已经编制并交由专家进行评审，此外依托芜湖朱家桥外贸码头也可以通江达海；航空运输方面，巢湖市区距离合肥新桥国际机场、南京禄口国际机场均只有100公里左右，可以很方便的“借船出海”。

### 引用
1. ↑  .   [2011年9月5日]. （原始内容存档于2011年8月27日）.
2. ↑  巢湖市2010年国民经济和社会发展统计公报[永久]
3. ↑  巢湖市2010年第六次全国人口普查主要数据公报 的存檔，存档日期2011-08-10.

### 官方文件
- 中华人民共和国国务院《国务院关于同意安徽省撤销地级巢湖市及部分行政区划调整的批复》（国函[2011]84号）
- 中共安徽省委、安徽省人民政府《关于撤销地级巢湖市及部分行政区划调整的实施意见》（皖发[2011]19号）